# Rønne Theater
Rønne Theater er en teaterbygning, der blev opført i 1823. Bygningen ligger på hjørnet af Theaterstræde og Østergade i Rønne på Bornholm og er spillested for egnsteateret Bornholms Teater, for amatørscener samt opera- og revyforestillinger.
Rønne Theater er det ældste fungerende teater i Danmark, der ligger på sit oprindelige sted og stadig bruges som teater. Bygningen blev fredet i 1938. 
"Rønne Theaters Venner" har støttet ombygninger, stole i cafeen, og lyd- og ventilationsanlæg i salen. Indgangen er flyttet fra Theaterstræde til Østergade.
Teatret har ca. 25.000 besøgende om året.
Antallet af besøgende er øget, efter at Rønne Theater om sommeren lægger scene til en holbergforestilling. I 2015 var det succesen Jeppe på Bjerget; i 2016 var det Den politiske Kandestøber.

## Galleri
- Opsætning af lys for aftenens forestilling.
- Opsætning af lyset.
- Sidebygning med den gamle indgang.
- Teatret ligger i samme gade som Karnaphuset og Sct. Nicolai Kirke.